# Magic Mirror éditions
Magic Mirror éditions est une maison d'édition indépendante basée à Toulon, dans le département du Var. Elle est spécialisée dans la réécriture de contes.

## Historique
Cette section ne s'appuie pas, ou pas assez, sur des sources secondaires ou tertiaires indépendantes du sujet. Le texte peut contenir des analyses inexactes ou inédites de sources primaires.
Pour l'améliorer, ajoutez-en, ou placez des modèles {{Source secondaire souhaitée}} ou {{Source secondaire nécessaire}} sur les passages mal sourcés. (janvier 2025)
Fondée en 2016 par Sandy Ruperti, la maison d'éditions Magic Mirror a pour but de développer plusieurs collections centrées sur les contes, qu'il s'agisse des « textes originaux ou des univers élargis engendrés autour de ces histoires ». 
L'idée de fonder sa propre maison d'éditions est venue à Sandy Ruperti alors qu'elle était en faculté de lettres, et ce malgré les mises en garde des professionnels du milieu et de ses professeurs. En parallèle de ses études, elle est la créatrice du site Le Carnet Enchanté et de la chaîne YouTube du même nom : elle y propose des vidéos diverses sur la littérature et notamment la série Du conte à l'écran. Magic Mirror se veut la continuation de deux grandes passions de Ruperti : les contes et l'édition.
En 2021, les éditions annoncent le lancement d'une quatrième collection, Beyond, axée cette fois sur la science-fiction.
Le 6 juin 2025, la maison d'éditions annonce sur ses différents réseaux sociaux sa fermeture qui sera effective en janvier 2026. Les raisons de cette fin d'activité alors évoquées sont les suivantes : l'augmentation des coûts dans le monde du livre qui fragilise l'équilibre financier de la structure, l'existence d'une dette auprès de l'imprimeur-distributeur de la maison et les limites du bénévolat pour soutenir ce genre d'entreprise culture (Magic Mirror éditions est une structure associative).

## Collections
Magic Mirror est spécialisée dans la réécriture de contes et présente différentes collections liées à cet univers :
- Bad Wolf : collection centrée sur les antagonistes de contes.
- Beyond : réécriture de contes axée sur la science-fiction.
- Enchanted : réécriture de contes de fées sous la forme romanesque (collection principale).
- Forgotten : réécriture de contes oubliés.

## Publications
- Collection Enchanted :
  - Ce que murmure la mer de Claire Carabas - 2017  (œuvre revisitée : La Petite Sirène d'Hans Christian Andersen)
  - La Bête du Bois Perdu de Nina Gorlier - 2018  (œuvre revisitée : La Belle et la Bête de Gabrielle-Suzanne de Villeneuve)
  - Le Bois sans Songe de Laetitia Arnould - 2018  (œuvres revisitées : La Belle au bois dormant de Charles Perrault et Ole Ferme-l'Œil d'Hans Christian Andersen)
  - Les Dragons de l'Impératrice d'Alice Sola - 2020 (œuvres revisitées : Mulan et Turandot de Giacomo Puccini)
  - Blue d'Annabelle Blangier - 2020 (œuvre revisitée : Barbe-Bleue de Charles Perrault)
  - Le Royaume sans ciel de Charlotte Ambrun - 2021 (œuvres revisitées : Les Aventures d'Alice au pays des merveilles de Lewis Caroll, Blanche-Neige des Frères Grimm et Le Petit Chaperon Rouge de Charles Perrault)
  - Alice, la Reine et le Chapelier de Alicia Vasinis - 2023 (œuvre revisitée : Les Aventures d'Alice au pays des merveilles de Lewis Caroll)
  - Fleur d'épine de Sandy Ruperti - 2024 (œuvre revisitée : La Belle au Bois Dormant de Charles Perrault)
  - La Veuve de Barbe-bleue de A. D. Yriez - 2024 (œuvre revisitée : Barbe-Bleue de Charles Perrault)
  - Le Cœur des Ronces de Nina Gorlier - 2025 (œuvre revisitée : Peau d’Âne de Charles Perrault)

- Collection Forgotten :
  - Ronces Blanches et Roses Rouges de Laetitia Arnould - 2017 (œuvre revisitée : Blanche-Neige et Rose-Rouge des Frères Grimm)
  - Le Lac des Cygnes d'Alice Sola - 2018 (œuvres revisitées : Le Lac des Cygnes de Piotr Ilitch Tchaïkovski et Le Voile dérobé de Johann Karl August Musäus)
  - Le Musicien d'Annabelle Blangier - 2019 (œuvre revisitée : Le joueur de flûte de Hamelin des Frères Grimm)
  - La Mélodie des Limbes de Nina Gorlier - 2021 (œuvre revisitée : Les Sept Corbeaux des Frères Grimm)
  - Trois Cercles de Fer de Magali Lefebvre - 2023 (œuvre revisitée : Le Roi Grenouille ou Henri le Ferré des Frères Grimm)

- Collection Bad Wolf :
  - Tant que vole la poussière de Cameron Valciano - 2020 (œuvre revisitée : Peter Pan de J.M Barrie)
  - Fin de partie de Mérida Reinhart - 2021 (œuvre revisitée : Les Aventures d'Alice au pays des merveilles de Lewis Caroll)
  - Le Reflet Brisé de Nina Gorlier - 2022 (œuvre revisitée : Blanche-Neige des Frères Grimm)
  - L'Enfant des bois d'Annabelle Blangier - 2022 (œuvre revisitée : Hansel et Gretel des Frères Grimm)

- Collection Beyond :
  - Cannelle et Gingembre d'Agathe Roméo - 2022 (œuvres revisitées : Blanche-Neige et Rose-Rouge des Frères Grimm et Marlaguette de Marie Colmont)
  - Tuer les rats de Louise No - 2023 (œuvre revisitée : Le joueur de flûte de Hamelin des Frères Grimm)
  - Mes ailes en cage de R. Senelier - 2024 (œuvres revisitées : Le Lac des Cygnes de Piotr Ilitch Tchaïkovski et Le Voile dérobé de Johann Karl August Musäus)

## Publications hors-collection
- Les contes du Miroir de Hans Christian Andersen, Charles Perrault, Madame de Villeneuve, Madame d'Aulnoy, Jacob et Wilhelm Grimm - 2021 (recueil collector en édition limitée illustré par Mina M)